# تاخوف (ناحیه تشسکا لیپا)
تاخوف (به چکی: Tachov) یک منطقهٔ مسکونی در جمهوری چک است که در ناحیه تشسکا لیپا واقع شده‌است.